# درو دوغاتي
درو دوغاتي هو لاعب هوكي الجليد كندي، ولد في 8 ديسمبر 1989 في لندن في كندا.

## وصلات خارجية
- درو دوغاتي على موقع دوري الهوكي الوطني (الإنجليزية)
- درو دوغاتي على موقع قاعة مشاهير الهوكي (لاعب أن.إتش.أل) (الإنجليزية)
- درو دوغاتي على موقع EliteProspects.com (الإنجليزية)
- درو دوغاتي على موقع HockeyDB.com (الإنجليزية)
- درو دوغاتي على موقع Hockey-Reference.com (الإنجليزية)
- درو دوغاتي على موقع أوليمبيديا (الإنجليزية)